# Aeroport de Uíge
L'aeroport de Uíge (codi IATA: UGO, codi OACI: FNUG) és un aeroport que serveix Uíge a la província de Uíge a Angola. La pista d'aterratge, a més, té un llindar desplaçat de 65 metres a cada extrem.
La balisa no direccional de Uíge (Ident: UG) es troba a 2,2 milles nàutiques al sud de la pista d'aterratge.